# گورستان واستوویتسکی
گورستان واستوویتسکی (انگلیسی: Łostowicki cemetery) بزرگ‌ترین گورستان عمومی در گدانسک لهستان است.
این گورستان در سال ۱۹۰۶ تأسیس شد و در آغاز گورستانی محلی برای «کلیسای محلی فرانسیس آسیزی قدیس» بود. این گورستان شهری با مساحتی بیش از ۵۰ هکتار، واقع در بخش جنوبی گدانسک قرار دارد و در حال حاضر تنها گورستانی است که برای تدفین‌های مداوم در گدانسک باز است. این گورستان تحت نظارت اداره راه‌ها و فضای سبز گدانسک است. ۹۵ درصد از مساحت گورستان در حال حاضر برای دفن‌های سنتی اشغال شده است.